# Campeonato Mundial de Ginástica Artística de 1958
O XIV Campeonato Mundial de Ginástica Artística transcorreu entre os dias 6 e 10 de julho de 1958, na cidade de Moscou, União Soviética (atualmente capital da Rússia).

## Eventos
- Individual geral masculino
- Equipes masculino
- Solo masculino
- Barra fixa
- Barras paralelas
- Cavalo com alças
- Argolas
- Salto sobre a mesa masculino
- Individual geral feminino
- Equipes feminino
- Trave
- Solo feminino
- Barras assimétricas
- Salto sobre a mesa feminino

## Medalhistas
Masculino
| Evento           | Ouro | Prata | Bronze |
| Equipes          | Albert Azaryan · Valentin Lipatov · Valentin Muratov · Boris Shakhlin · Pavel Stolbov · Yuri Titov · União Soviética · (575,450) | Nobuyuki Aihara · Akihara Kono · Takashi Ono · Masao Takemoto · Katsumi Terai · Shinsaku Tsukawaki · Japão · (572,600) | Jaroslav Bim · Ferdinand Danis · Pavel Gajdos · Jindrich Mikulec · Josef Skvor · Karel Klecka · Tchecoslováquia · (549,450) |
| Individual geral | Boris Shakhlin · União Soviética · (116,500)                                                                                     | Takashi Ono · Japão · (115,600)                                                                                        | Yuri Titov · União Soviética · (115,450)                                                                                    |
| Salto            | Yuri Titov · União Soviética · (19,350)                                                                                          | Masao Takemoto · Japão · (19,150)                                                                                      | Takashi Ono · Japão · (19,125)                                                                                              |
| Solo             | Masao Takemoto · Japão · (19,250)                                                                                                | Takashi Ono · Japão · (19,200)                                                                                         | Yuri Titov · União Soviética · (19,200)                                                                                     |
| Cavalo com alças | Boris Shakhlin · União Soviética · (19,550)                                                                                      | Pavel Stolbov · União Soviética · (19,375)                                                                             | Miroslav Cerar · Iugoslávia · (19,350)                                                                                      |
| Barras paralelas | Boris Shakhlin · União Soviética · (19,650)                                                                                      | Takashi Ono · Japão · (19,500)                                                                                         | Pavel Stolbov · União Soviética · (19,425)                                                                                  |
| Argolas          | Albert Azaryan · União Soviética · (19,875)                                                                                      | Aihara Nobuyuki · Japão · (19,475)                                                                                     | Yuri Titov · União Soviética · (19,455)                                                                                     |
| Barra fixa       | Boris Shakhlin · União Soviética · (19,575)                                                                                      | Albert Azaryan · União Soviética · (19,350)                                                                            | Yuri Titov · União Soviética · Masao Takemoto · Japão · (19,300)                                                            |

Feminino
| Evento              | Ouro | Prata | Bronze |
| Equipes             | Polina Astakhova · Raisa Borisova · Lidia Kalinina · Larissa Latynina · Tamara Manina · Sofia Muratova · União Soviética · (381,620) | Eva Bosáková · Věra Čáslavská · Anna Marejková · Matylda Matoušková · Ludmila Švédová · Adolfina Tačová · Tchecoslováquia · (371,855) | Elena Dobrovolschi-Niculescu · Anastasia Ionescu · Sonia Iovan · Emilia Lita · Ileana Petrosanu · Elena Teodorescu-Leustean · Roménia · (367,020) |
| Individual geral    | Larissa Latynina · União Soviética · (76,464)                                                                                        | Eva Bosáková · Tchecoslováquia · (76,332)                                                                                             | Tamara Manina · União Soviética · (76,167) |
| Salto               | Larissa Latynina · União Soviética · (19,233)                                                                                        | Lidia Kalinina · Sofia Muratova · Tamara Manina · União Soviética · (19,100)                                                          | nenhum |
| Solo                | Eva Bosáková · Tchecoslováquia · (19,400)                                                                                            | Larissa Latynina · União Soviética · (19,333)                                                                                         | Keiko Tanaka · Japão · (19,199) |
| Trave               | Larissa Latynina · União Soviética · (19,399)                                                                                        | Sofia Muratova · União Soviética · (19,099)                                                                                           | Keiko Tanaka · Japão · (19,066) |
| Barras assimétricas | Larissa Latynina · União Soviética · (19,499)                                                                                        | Eva Bosáková · Tchecoslováquia · (19,300)                                                                                             | Polina Astakhova · União Soviética · (19,199) |

## Quadro de medalhas
| Ordem | País            | Medalha de ouro | Medalha de prata | Medalha de bronze |    |
| ----- | --------------- | --------------- | ---------------- | ----------------- | -- |
| 1     | União Soviética | 12              | 7                | 7                 | 26 |
| 2     | Japão           | 1               | 6                | 4                 | 11 |
| 3     | Checoslováquia  | 1               | 3                | 1                 | 5  |
| 4     | Iugoslávia      |                 |                  | 1                 | 1  |
| 4     | Roménia         |                 |                  | 1                 | 1  |
| TOTAL | TOTAL           | 14              | 16               | 14                | 44 |